# Mustapha Nador
Mustapha Nador, pseudonimo di Mustapha Saïdji (in arabo مصطفى الناظور‎?; Bouzaréah, 3 aprile 1874 – Cherchell, 19 maggio 1926), è stato un cantante algerino, considerato uno dei precursori del genere chaabi.